# Gary Allan Polis
Pour les articles homonymes, voir Polis (homonymie).
 (mars 2018).
Si vous disposez d'ouvrages ou d'articles de référence ou si vous connaissez des sites web de qualité traitant du thème abordé ici, merci de compléter l'article en donnant les références utiles à sa vérifiabilité et en les liant à la section « Notes et références ».

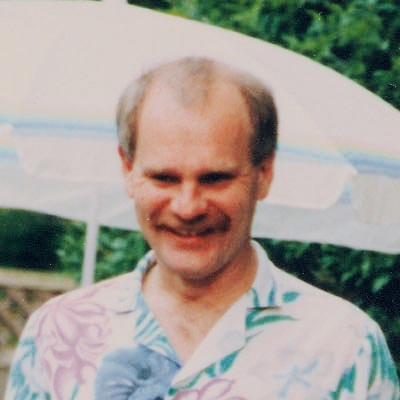
Gary Allan Polis, 1996

Gary Allan Polis est un  zoologiste spécialiste des scorpions, né en 1946 et mort le 27 mars 2000 dans la Mer de Cortez dans un naufrage lors d’une expédition scientifique.
Il fait ses études à l’université de Californie à Riverside et sous Roger Farley. Il y étudie notamment un scorpion, Smeringurus mesaensis de la famille des Vaejovidae.
Il enseigne la biologie à l’université Vanderbilt à Nashville dans le Tennessee. Il fait paraître, en 1990, un ouvrage de référence Biology of Scorpions. En 1998, il s’installe en Californie où il obtient la chaire d’écologie à l’université d’État. Il meurt, avec plusieurs autres scientifiques, lors d’une expédition scientifique dans une tempête en Amérique centrale.